# Cranken Rhyme
La Cranken Rhyme és una cançó en llengua còrnica coneguda pel pagès John Davey (1812–1891), qui fou una de les últimes persones amb coneixements d'aquesta llengua. Fou recollida per John Hobson Matthews a la seva obra «Història de St. Ives, Lelant, Towednack, i Zennor», publicada 1892, i és probablement el darrer vers conegut en còrnic tradicional.
La cançó es troba al capítol dedicat a la llengua còrnica, i les evidències de la seva supervivència a Cornualla. No s'ha esclarit si Matthews conegué realment Davey, o si es basà en testimonis de tercers. En qualsevol cas, la cançó no apareix a cap altre text conegut, palesant d'aquesta manera que Davey posseí coneixements genuïns, que probablement li foren transmesos per son pare.
Inicialment Matthews no pogué desentrellar-ne el significat, considerant-la simplement un garbuix de topònims. Tanmateix, Robert Morton Nance estudià la transcripció de Matthews i n'obtingué una traducció coherent. Segons Nance, la cançó es tracta d'un text humorístic, que compara desfavorablement la fertilitat dels camps rocosos de Cranken amb una carretera.
| Text original | Escriptura estandarditzada (FSS) | Traducció a l'anglès |
| --- | --- | --- |
| A Grankan, a grankan, A mean o gowaz o vean, Ondez parc an venton, Dub trelawza vean, Far Penzans a Maragow, Githack Mackewee, A githack Macrow, A mac trelowza Varrack | A Grankan, A Grankan, War'n men a gawas saw vyan, Yn hans dhe Bark an Fenten, Neb try lows a ven. Fordh Bensans dhe Varhas Yow, Hag uthek moy gwer, Hag uthek moy cro, A mag try lows a varhak | O Cranken, O Cranken! Beyond the field of the well, you give but little, -only three shoots by the stone. The road between Penzance and Marazion is very green, and a whole lot fresher, - three shoots grow for every passing horseman |